# الرابطة البرلمانية 1985–86
الرابطة البرلمانية 1985–86 (بالإنجليزية: 1985–86 Isthmian League)‏ هو موسم من دوري إسثميان. فاز فيه ساتون يونايتد.